# Kerek Dávid
Kerek Dávid (Gyöngyös, 2001. április 19. –) magyar színész.

## Életpálya
2001-ben született Gyöngyösön, Nagyrédén nőtt fel. A gyöngyösi Berze Nagy János Gimnáziumban érettségizett. 2019-2024 között a Színház és Filmművészeti Egyetem zenés színész szakos hallgatója, Novák Eszter és Selmeczi György osztályában. 2022-től a Vígszínház, A Pál utcai fiúk című musicalben első nagyobb szerepét kapta Nemecsek Ernőként. Majd később az Egri Színházban A dzsungel könyve című darabban Mauglit alakította. 2024-től szabadúszóként dolgozik.

## Színházi szerepei

### Vígszínház
- A dzsungel könyve (Maugli)
- A Pál utcai fiúk (Nemecsek)
- Pinokkió (Fakabát)

### Örkény Színház
- Galilei élete (Andrea Sarti)[9]

### Gólem Színház
- Rettegés és ínség a harmadik birodalomban

## Film- és sorozatszerepei
- …a szomszéd tehene (sorozat, 2024) ...WPA munkatárs